# Dark Age (groupe)
Pour les articles homonymes, voir Dark Age.
Dark Age est un groupe de death metal mélodique allemand, originaire de Hambourg. Le groupe est initialement formé en 1994, sous le nom de Dyer’s Eve. En 1995, ils rebaptisent le groupe Dark Age. Après quelques démos, le groupe publie son premier album studio, The Fall. Il suit deux ans plus tard de Insurrection, en 2000, et de The Silent Republic en 2002. En date de 2016, l'activité du groupe est en suspens.

## Biographie

### Débuts (1994–1999)
En 1994, Eike Freese, André Schumann et Oliver Fliegel fondent un groupe de death metal, Dyer’s Eve. En 1995, ils rebaptisent le groupe Dark Age, titre d'une chanson de Vader. Durant l'automne 1995, le groupe sort sa première démo intitulée Doubtful Existence. En décembre 1995, Martin Reichert, le claviériste, les rejoint et en janvier 1996, ils sortent une nouvelle démo. Bien qu'ils ne soient pas en bons termes avec les maisons de production, ils réussissent à la publier (100 exemplaires). Juste après les enregistrements, Finn Dierks rentre dans le groupe en tant que deuxième guitariste. 
Dark Age joue trois concerts avec les hambourgeois de A.O.P puis se sépare d'Oliver Fliegel pour des raisons de divergences musicales. Ce dernier est remplacé par Hendrik Brückner. Ils sortent une troisième fois leur démo et Sonja, la violoniste intègre le groupe. C'est en juin 1997 que Dark Age joue son premier concert important pendant un festival avec entre autres Totenmond et Dimple Minds. Finn Dierks quitte le groupe en 1997 et part pour les États-Unis. Il est remplacé par Jörn Schubert de A.O.P.. Dark Age jouent quelques concerts avec Northern Rage et Stormwarrior.
En janvier 1998, Finn Dierks revient et joue au sein du groupe quelques concerts avec The Crown et Sacrilege à Hambourg. Il décide de sortir du groupe, en février, pour des raisons de divergence musicale et est remplacé à nouveau par Jörn Schubert. De plus Hendrik Brückner est lui-même remplacé par Torsten Eggert. Durant l'été 1998, l'album The Fall est publié. Jusqu'à l'été 1999, Dark Age joue dans de multiples concerts en première partie de Die Apokalyptischen Reiter. Le label Remedy Records signe finalement avec le groupe un contrat et publie The Fall. Il continue à jouer les premières parties de concerts de groupes tel qu'Eisregen et Primordial.

### D'InsurrectionàMinus Exitus(2000–2008)
En 2000, Dark Age est annoncé au festival Wave-Gotik-Treffen, qui est ensuite annulé. Il publie son deuxième album intitulé Insurrection et joue au Wacken Open Air. En 2002, l'album The Silent Republic est publié; tout comme, en 2003, le maxi Remonstration. Le groupe joue à nouveau au Wacken Open Air devant 5 000 spectateurs et leur album The Silent Republic sort dans quelques pays européens mais aussi au Japon. En 2004, leur album Dark Age apparaît. Le 3 septembre 2005 le DVD live, Live, So Far... sort. 
En 2006, le groupe se sépare de Torsten Eggert, et est plus tard remplacé par Alex Henke. En 2007, le groupe poste quelques chansons, dont Outside the Inside, sur leur page MySpace, issues de leur prochain album. Minus Exitus, sort en février 2008. 

### AcediaetA Matter of Trust(depuis 2009)
Le sixième album de Dark Age, Acedia, est publié le 13 novembre 2009 sur AFM Records. Au début de 2010, le groupe annonce la sortie de Acedia le 29 janvier en Amérique du Nord. En mai 2010, ils annoncent un concours duquel le vainqueur apparaîtra sur le clip de leur chanson 10 Steps to Nausea, issue de Acedia. En juin 2013, Dark Age publie une série de vidéos les montrant en train d'enregistrer leur septième album, intitulé A Matter of Trust.

## Membres

### Membres actuels
- Eike Freese - chant, guitare (depuis 1995)
- André Schumann - batterie (depuis 1995)
- Martin Reichert - clavier (depuis 1996)
- Jörn Schubert - guitare (depuis 1998)
- Alex Henke - basse (depuis 2006)

### Anciens membres
- Oliver Fliegel - basse (1995–1996)
- Finn Dierks - guitare (1996–1997)
- Hendrik Brückner - basse, (1996)
- Sonja - violon (1996–1997)
- Torsten Eggert - basse (1998–2006)

## Discographie
- 1996 : Doubtful Existence (démo)
- 1996 : Promotion Tape Winter '96/'97 (démo)
- 1998 : The Fall
- 2000 : Insurrection
- 2002 : The Silent Republic
- 2003 : Remonstrations  (maxi)
- 2004 : Dark Age
- 2006 : Live, So Far... (double - DVD)
- 2008 : Minus Exitus
- 2009 : Acedia
- 2013 : A Matter of Trust